# Pododexia arachna
Pododexia arachna là một loài ruồi trong họ Tachinidae.